# Cope-Com
A Cope-Com egy dán videójáték-fejlesztő vállalkozás, melyet Martin B. Pedersen és Torben B. Larsen alapított 1987-ben, és amely 1988 és 2011 között adott ki játékokat. A két legismertebb általuk kiadott játék a Battle Squadron és a Hybris.

## Történet
Torben a Kele Line nevű szoftverháznál helyezkedett el 1985-ben, ahol a The Vikings játék Commodore 64-re készülő változatán dolgozott, mint grafikus tervező. Itt találkozott Martin B. Pedersennel, aki az Amstrad CPC változat programozásáért volt felelős. A cég a játék kiadása után csődbe ment.
Az Amstrad gépek korlátai indították őket arra, hogy közelebbről is megismerjék az akkortájt debütált és műszakilag jóval fejlettebb Amigát. Az első videójáték, amit az amerikai Discovery Software-rel együttműködve fejlesztettek ki, a Hybris shoot ’em up volt. A játék 1988-ban jelent meg és rögtön sikeres is lett. Az amerikai kiadóval ennek ellenére megszakították a kapcsolatot ezután. A játék kódjában számos – a hardver határait feszegető – újítást alkalmaztak, például a sprite-ok megjelenítése terén.
A Hybris sikere után egy még jobb lövöldözős játékot akartak kifejleszteni, de ezt már a Torben által társalapítóként jegyzett Innerprise software céggel karöltve. A játék a Battle Squadron nevet kapta és 1989-ben jelent meg és szintén nagy siker lett. Az Amiga Computing 1990. márciusi száma 109%-ra értékelte. A játék átiratát a Cope-Com készítette 1990-ben Sega Megadrive-ra és az Electronic Arts adta ki. 2011-ben adták ki a játék átiratát Apple iOS-re, melynek nyomán iPodokon, iPhone-okon és iPadokon is játszhatóvá vált. Ezután az Android port jelent meg 2012-ben.
Az 1990-es évek elején közreműködtek még a Hugo the TV Troll interaktív sorozaton és videójáték adaptációiban.

## Videójátékok
- 1985 – The Vikings (Amstrad)
- 1988 – Hybris (Commodore Amiga)
- 1989 – Battle Squadron (Commodore Amiga, Sega Mega Drive/Genesis, Apple iOS, Android)
- 1990 – Battle Squadron 2: Aviators (befejezetlen maradt)[3]
- 1992 – Hugo the TV Troll (Commodore Amiga, TV platform)[3]

## Fordítás
- Ez a szócikk részben vagy egészben  a   Cope-Com című angol Wikipédia-szócikk fordításán alapul.  Az eredeti cikk szerkesztőit annak laptörténete sorolja fel. Ez a jelzés csupán a megfogalmazás eredetét és a szerzői jogokat jelzi, nem szolgál a cikkben szereplő információk forrásmegjelöléseként.